# Lara Croft

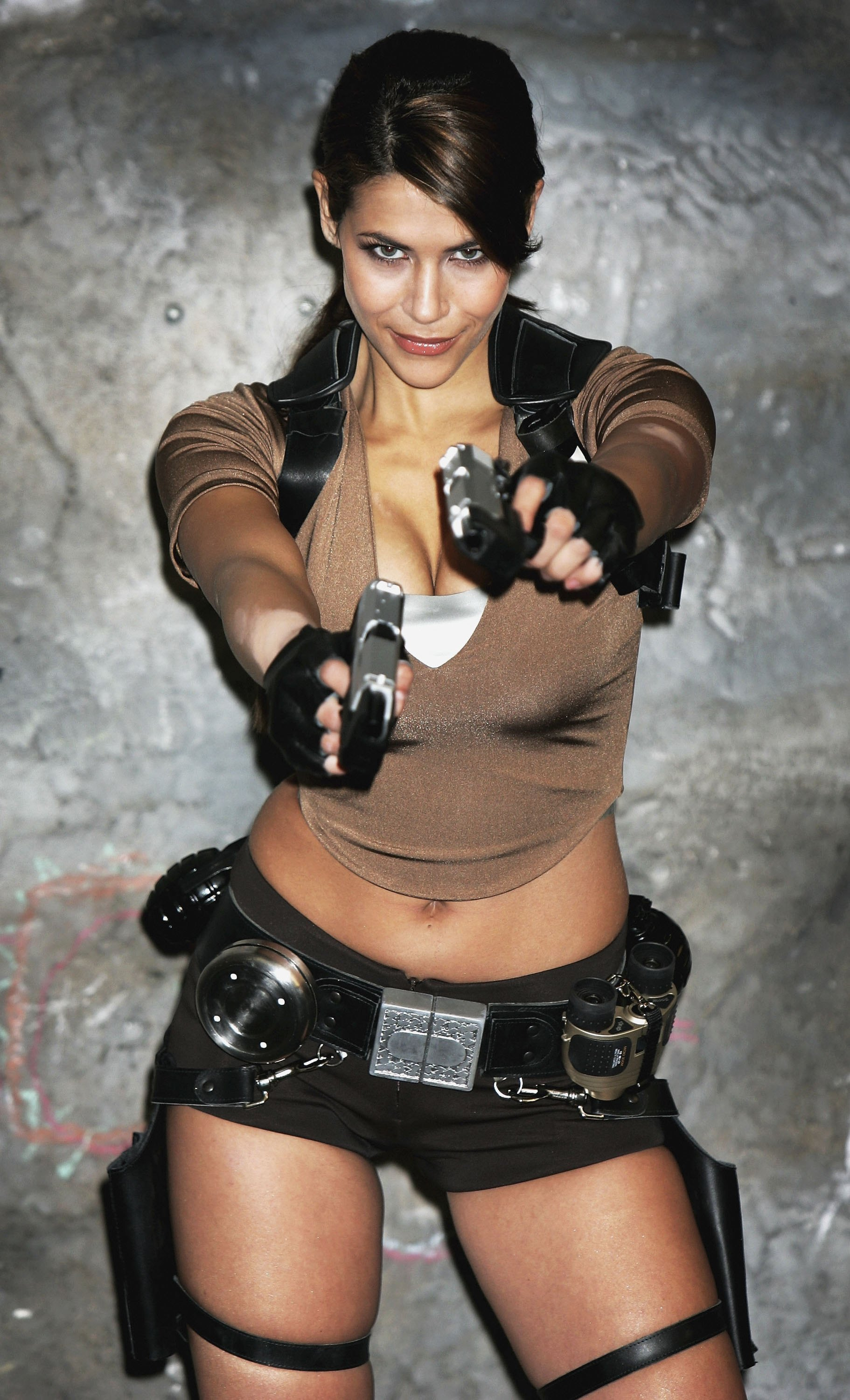
Cospay Lara Croft

Lara Croft là một nữ nhân vật hư cấu đóng vai trò là nhân vật chính của loạt trò chơi điện tử có tựa đề Tomb Raider (Kẻ trộm mộ). Cô là một nhà khảo cổ học người Anh thông minh lanh lợi và có dáng thể thao, cô được thiết kế là tuýp người ưa mạo hiểm khám phá những ngôi mộ cổ và những tàn tích ở những nơi nguy hiểm trên khắp thế giới. Nhân vật Lara Croft được  một nhóm tại nhà phát triển Core Design của Anh bao gồm Toby Gard thiết kế (nên dễ hiểu là Lara Croft là người Anh), nhân vật này xuất hiện lần đầu tiên trong trò chơi điện tử Tomb Raider vào năm 1996. Các nhà phê bình coi Lara Croft là một nhân vật trò chơi có ảnh hưởng quan trọng trong văn hóa đại chúng, nhân vật này đã nắm giữ sáu Kỷ lục Guinness, có lượng người hâm mộ hùng hậu theo dõi và là một trong những nhân vật trò chơi điện tử đầu tiên được chuyển thể thành phim thành công.
Lara Croft cũng được coi là một biểu tượng tình dục, một trong những người sớm nhất trong ngành công nghiệp này được sự chú ý rộng rãi. Ảnh hưởng của nhân vật này trong ngành đã là một điểm gây tranh cãi giữa các nhà phê bình, quan điểm từ một tác nhân tích cực của sự thay đổi trong trò chơi điện tử đến một hình mẫu tiêu cực cho các cô gái trẻ. Lara Croft được thiết kế là một cô gái có thân hình săn chắc với đôi mắt nâu và mái tóc nâu đỏ, thường tết gọn hoặc cột tóc kiểu đuôi ngựa. Trang phục cổ điển của nhân vật là một chiếc áo ngực màu ngọc lam, chiếc quần đùi màu nâu nhạt, cô mang một đôi bốt cao đến bắp chân và đôi tất trắng cao.
Các phụ kiện bao gồm găng tay cụt ngón (để leo trèo), ba lô, thắt lưng tiện ích với bao da ở hai bên và hai khẩu súng lục (súng sáu). Phần tiếp theo của trò chơi điện tử đã giới thiệu những bộ trang phục mới được thiết kế cho các môi trường khác nhau, chẳng hạn như dưới nước và thời tiết lạnh giá. Trong các trò chơi sau đó, Croft mặc crop top, quần rằn ri và quần đùi màu đen hoặc nâu nhạt. Khi khám phá cổ mộ, cô thường mang theo hai khẩu súng lục, nhưng cô cũng đã sử dụng vũ khí khác trong suốt cốt truyện, chẳng hạn như cô rất thạo bắn cung, cô ấy thông thạo một số ngôn ngữ để giao tiếp.